# بيات (هشترود)
بيات هي قرية في مقاطعة هشترود، إيران. عدد سكان هذه القرية هو 185 في سنة 2006.